# Carson (Waszyngton)
Carson – jednostka osadnicza w Stanach Zjednoczonych, w stanie Waszyngton, w hrabstwie Skamania.